# K4 (Leipzig)

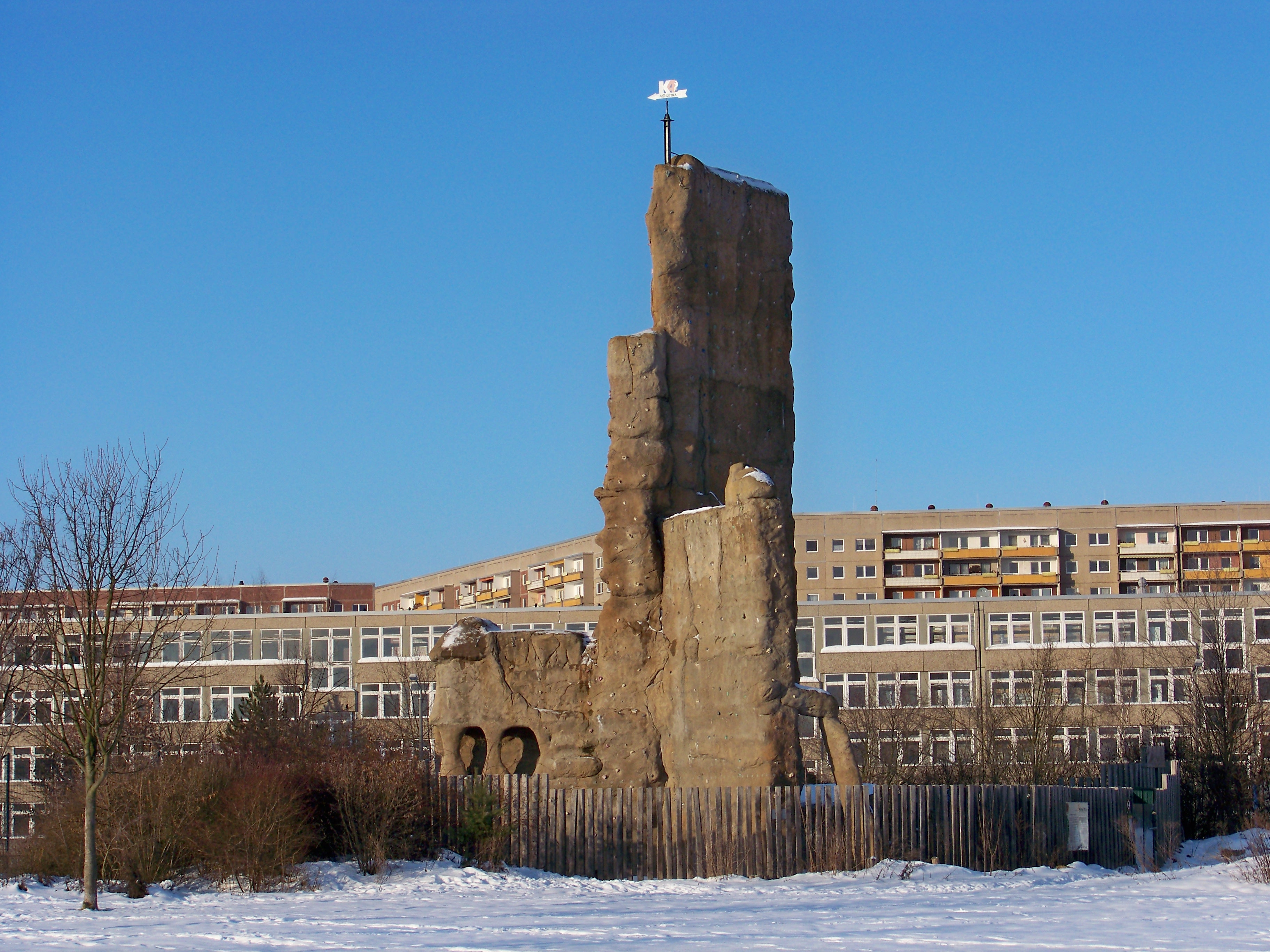
Der K4-Kletterfelsen vor der Plattenbaukulisse Grünaus

Der K4 ist ein Kletterfelsen, der aus recycelten Plattenbauten errichtet und als öffentliche Sportkletter-Einrichtung im Leipziger Stadtteil Grünau dient. An dem von der Sektion Leipzig des Deutschen Alpenvereins betriebenen etwa 21 Meter hohen K4 sind bei einer Kletterfläche von rund 600 m² über 30 Kletterrouten unterschiedlicher Schwierigkeitsstufen möglich.

## Geschichte
Der Stadtteil Grünau ist eine Plattenbausiedlung im Westen von Leipzig. Um dem massiven Einwohnerschwund in den 1990er Jahren entgegenzuwirken, wurden zur Verbesserung der Lebensqualität von den Eigentümern (vor allem Wohnungsbaugenossenschaften) zahlreiche Umgestaltungs- und Modernisierungsmaßnahmen durchgeführt. Im Zuge des Stadtumbaus Ost wurde zur kreativen Stadtteilerneuerung von der WOGETRA als Eigentümerin in Zusammenarbeit mit der Stadt Leipzig und der Sektion Leipzig des Deutschen Alpenvereins als Betreiber das Projekt K4 ins Leben gerufen.
Von März bis Juli 2000 wurde der künstliche Kletterfelsen am Sportplatz Stuttgarter Allee hinter dem Hallenbad „Grünauer Welle“ im Ortsteil Grünau-Mitte für eine Bausumme von etwa 650.000 DM errichtet. Dabei wurden demontierte Balkonbrüstungen eines 11-geschossigen Plattenbaus aus der Stuttgarter Allee und Abbruchplatten eines 16-geschossigen Punkthochhauses aus der Garskestraße verwendet. Die recycelten Platten wurden mit Spritzbeton verkleidet.
Am 17. August 2001 wurde der K4 feierlich eröffnet.
Von September 2007 bis März 2012 übernahm die Xadventure Outdoorservice GmbH den Betrieb der Anlage, seither wird sie wieder von der Sektion Leipzig geführt.

## Aufbau
Um eine ausreichende Standfestigkeit zu erreichen, wählte man als Grundfläche ein Y. Der nordnordöstliche Ast erreicht die volle Höhe von 21 Meter. Der südöstliche Ast erreicht eine Höhe von 15 m und verfügt am Ende über einen 5 m hohen Stützpfeiler.
Der westsüdwestliche Ast des K4 wurde als breiter Pfeiler ausgeführt. In etwa 8 m Höhe ergibt sich eine Plattform, die als Zwischenhalt für den Gipfelaufstieg genutzt werden kann.
Für einen natürlichen Anblick des Kletterfelsens wurden entsprechende Färbungen und Strukturierung wie Risse und Absätze modelliert.
Es sind Routen der Schwierigkeitsgrade III bis IX (UIAA-Skala) zu finden.
Der K4 ist mit einem Gipfelkreuz ausgestattet und verfügt gemäß der sächsischen Tradition über ein Gipfelbuch.

## Bouldern
Der K4 eignet sich auch zum Bouldern. In rund 3 m Höhe ist umlaufend eine Markierung, bis zu der gebouldert werden darf. Zusätzlich befindet sich an der nördlichen Begrenzung der Anlage eine 2,50 m hohe Boulderwand.

## Nutzung
Die Anlage ist zum Schutz vor unbefugter Benutzung und Vandalismus eingezäunt, der Zugang zur Anlage ist aber ganzjährig möglich. Benötigt wird eine Zugangskarte, welche von der Sektion Leipzig vertrieben wird. Mit dem Zutritt zur Anlage erkennt man die ausgeschriebenen Nutzungsbedingungen an. Die Anlage kann bei niederschlagsfreiem und eisfreiem Wetter bei Temperaturen über 0 °C genutzt werden.